# Dual-Ghia
Dual-Ghia byla americká automobilka působící v letech 1956-1958. S nápadem vyrábět sportovní automobil s limitovanou výrobou přišel Eugene Casaroll, který řídil Dual-Motors Corporation se sídlem v Detroitu. Jméno Dual-Ghia reprezentovalo spolupráci mezi Dual-Motors a italskou společností Carrozzeria Ghia.
Design luxusního sportovního vozu měl být upravenou verzí koncepčních vozů postavených společností Carrozzeria Ghia v letech 1954 a 1955, známých jako Firearrow I, II, III, IV a na výrobu připravený Firebomb, které všechny navrhl Luigi Segre, určitý vliv na vzhled vozů měl i designér Virgil Exner. Poté, co Eugene Casaroll získal práva na konstrukci vozů Firearrow a Firebomb, požádal zástupce společnosti Carrozzeria Ghia a případného viceprezidenta Dual-Motors Paula Faraga, aby přestavěl Firebomb na vozidlo vhodné k výrobě.
Jako Nejdelší montážní linka na světě byla označována výroba vozu, která spočívala v přepravě rámu Dodge a hnacího ústrojí do Itálie, kde karosérie a interiér byly vyrobeny karosáři Carrozzeria Ghia. Jakmile byly automobily částečně dokončeny, vrátily se do Spojených států amerických. Dual-Motors následně provedl dokončení výroby vozu. Výkon automobilů byl vynikající, protože automobily poháněly motory V-8 s krátkým zdvihem V-8 s 315 cu in (5,2 l). 